# The First Lady (Faith Evans)
The First Lady è il quarto album discografico in studio della cantante statunitense Faith Evans, pubblicato nel 2005.

## Tracce
1. Goin' Out (feat. Pharrell & Pusha T) – 4:06
2. Again – 3:18
3. I Don't Need It – 3:48
4. Stop N Go – 4:15
5. Mesmerized – 4:10
6. Tru Love – 3:41
7. Jealous – 3:28
8. Ever Wonder (feat. Mario Winans) – 3:38
9. Catching Feelings – 4:39
10. Get Over You – 3:58
11. Until You Came – 4:45
12. Lucky Day – 4:07
13. Hope (con Twista) – 4:14